# Levantamiento de esclavos de Barbiezos
Levantamiento de esclavos de Barbiezos es una de las más célebres revueltas de esclavos durante la época colonial de Guyana, se produjo en Berbice, una de las colonias neerlandesas en América.
El levantamiento comenzó el 23 de febrero de 1763 y duró hasta el 15 de abril de 1764.
La revolución comenzó en la plantación Magdalenenberg, en el río Canje. Los esclavos rebelados protestaron por los duros e inhumanos tratamientos y tomaron pronto control de toda la región. Como plantación tras plantación cayó bajo control de los esclavos, los colonos neerlandeses huyeron pronto del lugar. Tan sólo la mitad de los colones blancos permanecieron en sus sitios.
La revuelta estaba dirigida por Cuffy, quien es en la actualidad considerado héroe nacional en Guyana. Más de 2.500 esclavos lograron poner en peligro el control europeo sobre la Guayana, pero problemas que surgieron entre los revolucionarios debilitaron su coordinación y pronto fueron derrotados ante la llegada de  tropas que les atacaron desde las vecinas colonias francesas y británicas.